# Да разлаем съседите още веднъж
„Да разлаем съседите още веднъж“ (на английски: Neighbors 2: Sorority Rising) е американски филм от 2016 година, комедия на режисьора Никълъс Столър по негов сценарий в съавторство с Ендрю Коен, Брендън О'Брайън, Сет Роугън и Ивън Голдберг.
Филмът е продължение на „Да разлаем съседите“ („Neighbors“, 2014). В центъра на сюжета е младо семейство, което се опитва да се премести в ново жилище, но не може да продаде старата си къща, заради шумните купони, организирани от съседите. Главните роли се изпълняват от Сет Роугън, Зак Ефрон, Роуз Бърн, Клоуи Грейс Морец.